# 拡張式緊塞具
拡張式緊塞具（かくちょうしききんそくぐ）は、火砲の砲身と閉鎖機との間にあって、砲撃が行なわれる時、火薬ガスが漏洩するのを緊塞するものである。

## 概要
薬莢を使用しない火砲の場合、重要なものとなる。拡張式緊塞具は、閉鎖機が閉鎖される時、その機械的な圧力によって若干、緊塞し、さらに発射の時火薬ガスによってより確実に緊塞する。日本で採用されたものはブロドウェル式およびイタリア大口径砲式の2種である。前者は銅製の塞鐶および塞底から成り、塞鐶は砲身の薬室の後端に嵌装され、塞底は閉鎖機の前面に装定される。日本の旧制式七糎野砲、山砲および克式各種火砲のような鎖栓式閉鎖機の有る火砲は拡張式緊塞具が採用された。欠点は精密な吻合が困難で、ひとたび噴出したガス焼蝕を受けると、修理が容易でないことで、しかし構造は簡単で軽量で、発射ののち緊塞具が室に粘着しないという利点がある。イタリア大口径砲式は日本の二十八糎榴弾砲、二十四加農、二十七加農などの螺式閉鎖機に使用された。銅製の塞鐶および頭板から成り、閉鎖機の遊頭頭体に緊定する。その緊塞はブロドウェルとおなじで、火薬ガスの大きい圧力に対して機能は十分であるが、閉鎖機の装脱が簡易でないという欠点がある。
| スタブアイコン | サブスタブ | この項目は、まだ閲覧者の調べものの参照としては役立たない、武器・兵器に関連した書きかけの項目です。この項目を加筆・訂正などしてくださる協力者を求めています（P:軍事/PJ:軍事）。 |